# Central Coast Mariners FC
El Central Coast Mariners FC és un club de futbol d'Austràlia, amb seu a la costa central de Nova Gal·les del Sud. Juga a l'A-League, el club ha estat campió de la lliga regular el 2005 i dues vegades finalista pel campionat.

## Història
Amb motiu del naixement d'un nou campionat de lliga conegut com A-League, la Federació de Futbol d'Austràlia va decidir atorgar una de les seves vuit places a una formació de caràcter regional. Un grup d'empresaris va formar un consorci per sol·licitar una franquícia a la costa central de Nova Gal·les del Sud, sota el nom de Central Coast Mariners. En ser l'única proposta de caràcter regional sobre la taula, la Federació va acceptar la seva candidatura pel que va passar a ser un dels vuit clubs que van participar en la primera temporada de l'A-League.
Per presidir l'equip es va comptar amb l'ecologista Ian Kiernan, mentre que el tècnic seria Lawrie McKinna. I, amb la intenció de comptar amb majors vincles amb la regió i el seu públic, es va signar un acord de col·laboració amb l'equip Central Coast United. Quant a la plantilla les estrelles serien Michael Beauchamp i Nick Mrdja, i McKinna va anunciar la seva intenció de comptar amb el major nombre de juvenils possibles. En la seva temporada de debut l'equip guanya la Copa de Pretemporada, es classifica per al play-off i arriba a la final pel títol, caient davant del Sydney FC.
Per la temporada 2006-07 els Mariners fitxen Tony Vidmar, davanter internacional australià, com a jugador franquícia mentre que Alex Wilkinson va ser nomenat nou capità. Aquest any arriben a la final de la Copa de Pretemporada, la qual perden, i no aconsegueixen classificar-se per les sèries finals en acabar en sisena posició. La temporada 2007-08 el Central Coast aconsegueix de nou arribar a la final, però perd en el partit decisiu davant del Melbourne Victory FC. El 2008 el club fitxa a Mark Bosnich com a porter, per suplir la baixa de Danny Vukovic per sanció, i comença a signar acords de col·laboració amb diversos clubs d'altres continents, destacant el Sheffield United Football Club d'Anglaterra i el Sao Paulo FC del Brasil.

## Equipació
- Uniforme titular: Samarreta groga i blava a ratlles verticals, pantalons blaus, mitjons blaus.
- Uniforme alternatiu: Samarreta groga, pantalons blancs, mitjons blancs.

El fabricant de les equipacions és Reebok, i el seu patrocinador és el portal web The Coast, que forma part de la delegació de medi ambient de Nova Gal·les del Sud.

## Estadi
El Central Coast Mariners juga els seus partits com a local al Central Coast Stadium, situat al suburbi de Gosford, a pocs metres del litoral de Brisbane, pel que té vistes al mar. Construït el 1999, la seva capacitat és de 20.119 espectadors i s'usa específicament per a partits de futbol des del 2007.

## Palmarès
- A-League (3): 2012-13,[2] 2022-23, 2023-24[3]
- Copa de l'AFC de futbol (1): 2023-24[4]